# Cosme Hoàng Văn Đạt
Cosme Hoàng Văn Đạt (Xuân Lai, 20 luglio 1947) è un vescovo cattolico vietnamita, dal 17 giugno 2023 vescovo emerito di Bắc Ninh.

## Biografia

### Infanzia e formazione
Cosme Hoàng Văn Đạt è nato il 20 luglio 1947 a Xuân Lai, località oggi facente parte del distretto di Sóc Sơn della città di Hanoi, in una devota famiglia cattolica che nel 1954 emigrò a sud.
Il 16 aprile 1968 è entrato nei gesuiti e ha iniziato il suo percorso di studi di filosofia e teologia presso il pontificio collegio San Pio X di Ðà Lat nel 1970, conseguendo la licenza nel 1976.

### Ministero sacerdotale
È stato ordinato prete per la Compagnia di Gesù il 5 giugno 1976. Dopo l'ordinazione sacerdotale è stato prima nominato direttore dei candidati gesuiti a Thủ Đức e dopo maestro dei novizi nel 1978, incarico che ha ricoperto per un decennio, tra i periodi più difficili della storia del Vietnam e della vita della Chiesa nel paese, quando numerosi gesuiti, compreso il superiore regionale, furono condannati al carcere. È stato anche professore di teologia, studi religiosi e diritto religioso per i gesuiti fino al 2002. È stato poi nominato parroco della piccola parrocchia Thiên Thần (Angelo) a Ho Chi Minh (città) e cappellano del lebbrosario di Thanh Bình. Dal 1997 ha prestato servizio di formazione permanente ai sacerdoti e alle laiche consacrate della diocesi di Bắc Ninh. Nel 2005 ha assunto l'incarico di direttore spirituale per il seminario maggiore San Giuseppe di Hanoi.

### Ministero episcopale
Il 4 agosto 2008 papa Benedetto XVI lo ha nominato vescovo di Bắc Ninh. Ha ricevuto l'ordinazione episcopale il 7 ottobre 2008 per imposizione delle mani del vescovo di Ðà Lat e futuro cardinale Pierre Nguyễn Văn Nhơn.
Per la conferenza episcopale del Vietnam è stato segretario generale del comitato permanente dei comitati della conferenza episcopale del Vietnam per il mandato 2013-2016 e presidente del comitato religioso della conferenza episcopale per il mandato 2019-2022.
Durante il suo episcopato si è impegnato assiduamente nella cura pastorale delle fasce più povere della popolazione nelle aree più remote e arretrate. Grazie all'esperienza che ha avuto come cappellano del lebbrosario, ha avuto sempre a cuore la vita di questi malati tanto da guadagnarsi negli anni l'appellativo di vescovo dei lebbrosi. Pur con le limitazioni imposte dal governo vietnamita, specialmente nei primi anni del suo ministero, è riuscito a compiere le visite pastorali praticamente in ogni parrocchia della diocesi. Essendo la città di Bắc Ninh vicino alla capitale, l'area è stata pesantemente coinvolta durante la guerra e molti edifici cristiani sono stati distrutti, spesso arbitrariamente, o comunque sequestrati per essere adibiti ad altro uso. Per questo motivo si è impegnato per ottenere, tra permessi e finanziamenti, l'incremento del numero di chiese, vedendo la realizzazione di più di trecento luoghi di culto. Negli anni ha visto aumentare il numero di fedeli e anche il numero di religiose, totalmente sparite nel dopoguerra, e di sacerdoti perciò ha potuto organizzare meglio le parrocchie e promuovere le attività missionarie. Si è battuto anche contro la pratica dell'aborto che in Vietnam risulta avere i tassi più alti, fornendo assistenza alle donne bisognose e incoraggiando l'adozione dei bambini non voluti.
Il 17 giugno 2023 papa Francesco ha accolto la sua rinuncia al governo pastorale della diocesi di Bắc Ninh per raggiunti limiti di età; gli è succeduto il vescovo coadiutore Joseph Đỗ Quang Khang.

## Genealogia episcopale e successione apostolica
La genealogia episcopale è:
- Cardinale Scipione Rebiba
- Cardinale Giulio Antonio Santori
- Cardinale Girolamo Bernerio, O.P.
- Arcivescovo Galeazzo Sanvitale
- Cardinale Ludovico Ludovisi
- Cardinale Luigi Caetani
- Cardinale Ulderico Carpegna
- Cardinale Paluzzo Paluzzi Altieri degli Albertoni
- Papa Benedetto XIII
- Papa Benedetto XIV
- Papa Clemente XIII
- Cardinale Marcantonio Colonna
- Cardinale Giacinto Sigismondo Gerdil, B.
- Cardinale Giulio Maria della Somaglia
- Cardinale Carlo Odescalchi, S.I.
- Vescovo Eugène de Mazenod, O.M.I.
- Cardinale Joseph Hippolyte Guibert, O.M.I.
- Cardinale François-Marie-Benjamin Richard de la Vergne
- Cardinale Pietro Gasparri
- Cardinale Clemente Micara
- Cardinale Jozef-Ernest Van Roey
- Cardinale Léon-Joseph Suenens
- Arcivescovo Henri Lemaître
- Vescovo Barthélemy Nguyễn Sơn Lâm
- Cardinale Pierre Nguyễn Văn Nhơn
- Vescovo Cosme Hoàng Văn Đạt, S.I.

La successione apostolica è:
- Vescovo Joseph Đỗ Quang Khang (2021)